# TUI Group
TUI AG, відома під назвою TUI Group — британсько-німецько компанія, що займається організацією відпочинку, подорожами та туризмом. TUI — це абревіатура від Touristik Union International «Міжнародний туристичний союз». Штаб-квартира знаходиться в Ганновері, Німеччина.
Вона повністю або частково володіє кількома туристичними агентствами, мережами готелів, круїзними лініями та роздрібними магазинами, а також п'ятьма європейськими авіакомпаніями. Група володіє найбільшим парком літаків для відпочинку в Європі та має кілька європейських туроператорів.
Акції TUI AG котирувалися на Франкфуртській фондовій біржі та Лондонській фондовій біржі. Після 21 червня 2024 р акції TUI AG котируються тільки на Франкфуртській фондовій біржі.

## Історія
Компанію створенор як промислову транспортну компанію Preussag AG, яка спочатку була німецькою гірничодобувною компанією. Її було зареєстровано 9 жовтня 1923 року як Preußische Bergwerks- und Hütten-Aktiengesellschaft (Прусська шахтно-ливарна компанія). У 1927 році вона була об'єднана з Рурською вугільною компанією Hibernia AG і постачальником електроенергії, щоб перетворитися на Vereinigte Elektrizitäts und Bergwerks AG (VEBA AG) (Об'єднана електрична і гірнича компанія).
Після продажу Salzgitter AG та купівлі Hapag-Lloyd AG (компанії з навігації та логістики) у 1997 році Preussag AG стала глобальним підприємством у сфері послуг та відпочинку. У той час Hapag-Lloyd володіла 30 % часткою в туристичному конгломераті TUI (заснована в 1968 році), зросла до 100 % до 1999 року . Крім того, у 1997 році компанія придбала 25 % акцій Thomas Cook, а наступного року подвоїла їх. 2 лютого 1999 року Carlson Leisure Group об'єдналася з Thomas Cook в холдингову компанію, що належить німецькому банку Westdeutsche Landesbank, Carlson Inc і Preussag. Однак у середині 2000 року Preussag придбала конкурента Thomas Cook Thomson Travel і була змушена продати свою мажоритарну частку в 50,1 % у Thomas Cook з боку контролюючих органів. У 2002 році Preussag перейменував себе в TUI AG.
TUI оголосила про злиття свого туристичного підрозділу з британським туроператором First Choice у березні 2007 року, яке було схвалено Європейською комісією 4 червня 2007 року за умови, що об'єднана компанія продасть Budget Travel в Ірландії. TUI володіла 55 % акцій нової компанії TUI Travel PLC, яка почала роботу у вересні 2007 року .
У квітні 2008 року російський олігархж Олексій Мордашов, який придбав свої перші акції TUI Travel восени 2007 року, придбав додаткові акції TUI Travel в рамках S-Group з метою розширення TUI Travel на Східну Європу та Росію.
Логістичну діяльність, зосереджену в секторі судноплавства, тримали окремо і об'єднували в Hapag-Lloyd AG. Більшість акцій Hapag-Lloyd була продана консорціуму інвесторів Albert Ballin у березні 2009 року, а ще одна частка була продана Ballin у лютому 2012 року, оскільки TUI працювала над тим, щоб вийти з морського бізнесу та оптимізувати свій туристичний бізнес. експансія в росії, Китаї та Індії під керівництвом Майкла Френцеля. До серпня 2010 року Джон Фредріксен володів найбільшою норвезькою приватною часткою в TUI Travel і мав значний вплив на напрямок і стратегію TUI Travel. Оскільки Мордашов через свій S-Group Travel Holding збільшив свою частку в TUI Travel до більшої, ніж частка Фредріксена, судноплавний бізнес довелося продати.
У червні 2014 року компанія оголосила про повне злиття з TUI Travel, щоб створити об'єднану групу вартістю $9,7 млрд. Злиття було завершено 17 грудня 2014 року, і об'єднаний бізнес почав торгуватися на Франкфуртській та Лондонській фондових біржах. До цього злиття Мордашов, найбільший приватний акціонер TUI Travel, володів блокуючим пакетом акцій TUI Travel через свою S-Group. Після злиття частка Мордашова була зменшена до менше ніж блокувальний пакет у 25 %.
12 грудня 2016 року Мордашов збільшив свою частку в TUI Group з 18 % до понад 20 %. У жовтні 2018 року його 24,9 % акцій є найбільшою приватною часткою в TUI Group. Коли частка Мордашова збільшиться до 25 %, він отримає блокуючий пакет TUI Group на щорічних зборах. У червні 2019 року Мордашов передав 65 % своєї частки холдингу KN-Holding, що належить його синам Кирилу та Микиті Мордашовим.
У серпні 2020 року компанія повідомила про збиток у 2,3 млрд євро (з жовтня 2019 року по червень 2020 року) в результаті пандемії COVID-19 . З цієї суми 1,5 мільярда євро збиток стосувався періоду з квітня по червень 2020 року, тоді як дохід за той же період склав 75 мільйонів євро, що на 98 % менше, ніж за аналогічний період 2019 року. Головний виконавчий директор TUI Фріц Йоссен оголосив, що компанія розглядає можливість продажу круїзної лінії Marella.
У своєму прес-релізі 10 березня 2022 р TUI Group заявила, що TUI Russia не є частиною TUI Group з 2021 року. Бренд TUI більше не може використовуватись компанією TUI Russia.
30 червня 2022 року СБУ заарештувала корпоративні права компанії TUI, пов'язаної з російським мільярдером Олексієм Мордашовим. Після цього планувалася передача активів компанії в управління Національному агентству України з питань виявлення, розшуку та управління активами (АРМА).
FTSE Russel повідомила про легальну зміну країни TUI Group на Німеччину, делістинг з Лондонській форндовій біржі з 21 червня 2024 р та видалення компанії з індексу FTSE 250.

## Обхід санкцій
У березні 2022 року найбільший акціонер компанії Мордашов, російський олігарх і довірена особа Путіна, потрапив під санкції через вторгнення Росії в Україну в 2022 році.
Під час повномасштабного вторгнення рф до України, багато з міжнародних бізнесів ввело санкції проти агресора, припинивши або призупинивши бізнес у РФ. Колишнє російське представництво TUI Group - TUI Russia змінило власника, новим власником став Тарас Демура. 18 березня реальний власник компанії, російський олігарх Олексій Мордашов, передав Демурі контрольний пакет із 75 % акцій. Компанію також було перейменовано на FUN&SUN («ТТ-Тревел»).

## Корпоративні справи
Нижче приведено фінансову інформацію TUI AG з 2002 року:
| Рік     | Дохід                | Чистий прибуток    | Головний виконавчий директор |
| ------- | -------------------- | ------------------ | ---------------------------- |
| 2015/16 | 17,18 мільярдів євро | 1,15 мільярда євро | Фрідріх Юссен                |
| 2016/17 | ▲ 18,53 млрд євро    | ▼ 910,9 млн євро   | Фрідріх Юссен                |
| 2017/18 | ▲ 19,52 млрд євро    | ▼ 780,2 млн євро   | Фрідріх Юссен                |
| 2018/19 | ▼ 18,92 млрд євро    | ▼531,9 млн євро    | Фрідріх Юссен                |
| 2019/20 | ▼ 7,94 мільярда євро | ▼(3,13 млрд євро). | Фрідріх Юссен                |

## Операції
Група TUI у 2014 році працювало:
- 1600 туристичних агентств
- 150 літаків
- 16 круїзних лайнерів
- 380 готелів і курортів

Логотип TUI «smile».

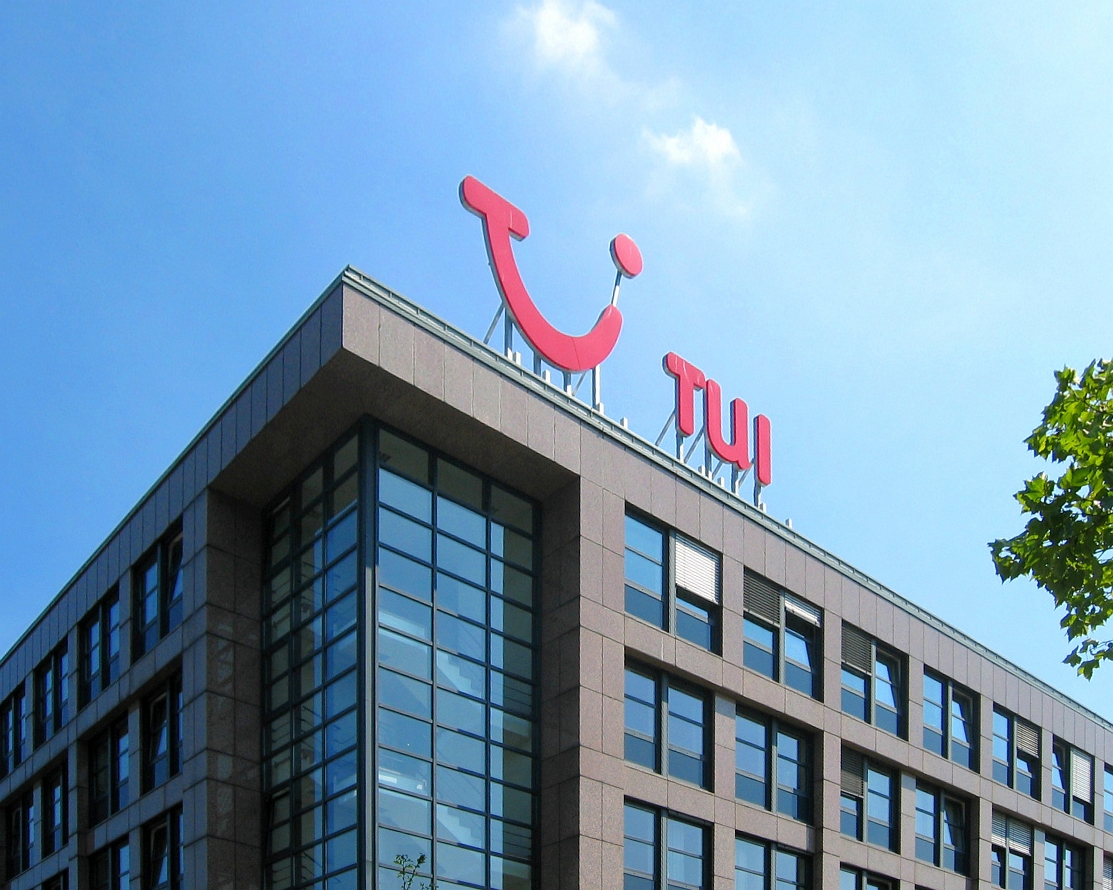
Головний офіс TUI в Ганновері

- Понад 5 мільйонів карткових платежів на рік

### Туроператори
| Туроператор                   | Країна     |
| ----------------------------- | ---------- |
| First Choice Holidays Limited | Британія   |
| Sunwing Travel Group          | Канада     |
| TUI Belgium SA                | Бельгія    |
| TUI Danmark A/S               | Данія      |
| TUI Finland Oy Ab             | Фінляндія  |
| TUI Nederland NV              | Нідерланди |
| TUI Norge A/S                 | Норвегія   |
| TUI Polska sp. z oo           | Польща     |
| TUI Sverige AB                | Швеція     |
| TUI UK Limited                | Британія   |
| Wolters Reisen GmbH           | Німеччина  |

### Авіація
TUI Group володіє п'ятьма європейськими авіакомпаніями, успадкованими від TUI Travel, що робить її найбільшою туристичною групою в Європі. Авіакомпанії групи здійснюють як регулярні, так і чартерні рейси до більш ніж 150 напрямків по всьому світу, вилітаючи з більш ніж 60 аеропортів у дев'яти європейських країнах. Маючи флот із 137 осіб. У травні 2015 року TUI Group оголосила про ребрендинг своїх п'яти існуючих брендів авіакомпаній під одним банером авіакомпанії протягом наступних років під назвою «TUI». Arkefly (тепер TUI fly Нідерланди), Jetairfly (тепер TUI fly Belgium), Thomson Airways (зараз TUI Airways), TUIfly (тепер TUI fly Deutschland) і TUIfly Nordic (тепер TUI fly Nordic) підтримуватимуть окремі сертифікати авіаоператора (AOCs), але працюватиме в рамках «єдиної центральної організації» з «одною функцією інженерії та обслуговування».
До березня 2019 року TUI також володів Corsair International . Вона продала контрольний пакет акцій німецькій компанії Intro Aviation. Однак вона зберігає 27 % міноритарної частки в авіакомпанії.

#### Автопарк TUI Group
Станом на грудень 2021 року флот групи TUI включав такі літаки:
| Літак             | На службі | Замовлення | Пасажири | Пасажири | Пасажири | Примітки                                |
| Літак             | На службі | Замовлення | п        | Е        | Всього   | Примітки                                |
| ----------------- | --------- | ---------- | -------- | -------- | -------- | --------------------------------------- |
| Боїнг 737—700     | 4         | —          | —        | 148      | 148      | Підлягає поступовому виключенню.        |
| Боїнг 737—800     | 70        | —          | —        | 189      | 189      |                                         |
| Boeing 737 MAX 8  | 29        | 25         | –        | 189      | 189      |                                         |
| Boeing 737 MAX 10 | —         | 18         | TBA      | TBA      | TBA      |                                         |
| Boeing 767-300ER  | 4         | —          | 31       | 248      | 279      | Поступово припинити роботу до 2023 року |
| Boeing 767-300ER  | 4         | —          | –        | 328      | 328      | Поступово припинити роботу до 2023 року |
| Боїнг 787-8       | 13        | —          | 47       | 244      | 291      |                                         |
| Боїнг 787-8       | 13        | —          | 47       | 253      | 300      |                                         |
| Боїнг 787-8       | 13        | —          | 18       | 291      | 309      |                                         |
| Боїнг 787-9       | 6         | 1          | 63       | 282      | 345      |                                         |
| Embraer 190       | 4         | —          | —        | 112      | 112      |                                         |
| Всього            | 130       | 44         |          |          |          |                                         |

### Готелі
- Синій: курорти преміум-класу з акцентом на місцеву культуру
- Сімейне життя: курорти з акцентом на дитячі заходи та розваги
- Magic Life: курорти за системою все включено з цілодобовими послугами
- Sensatori: люкс (п'ятизірковий), курорти «все включено».
- Sensimar: готелі до 250 номерів, орієнтовані на дорослих і сімейних мандрівників, а не сімей[47]

### Круїзні лінії
- Хапаг-Ллойд
- Marella Cruises (Велика Британія)
- Круїзи TUI (Німеччина)
- Річкові круїзи TUI[48]

## Суперечки
Дослідження 2018 року, проведене у Британії, показало, що в компанії був найбільший гендерний розрив в оплаті праці, причому співробітники-чоловіки отримували вдвічі вищу зарплатню, ніж жінки.
У серпні 2018 року деякі авіапасажири поставили під сумнів розповсюдження дітям на рейсах гендерних наклейок: «майбутній пілот» для хлопчиків, «майбутній бортпроводник» для дівчат.
TUI стала основною авіакомпанією, яка виконує чартерні депортаційні рейси для Міністерства внутрішніх справ Великої Британії. Підраховано, що в листопаді та грудні 2020 року TUI здійснила депортацію понад 150 осіб 13 рейсами в 23 напрямки для Міністерства внутрішніх справ.